# Eastham (Massachusetts)
Eastham ist eine Town im Barnstable County im US-Bundesstaat Massachusetts. Im Jahr 2020 lebten dort 5752 Einwohner in 6105 Haushalten, in den Vereinigten Staaten werden auch Ferienwohnungen als Haushalte gezählt, auf einer Fläche von 57,7 km².

## Geografie
Nach dem United States Census Bureau hat Eastham eine Gesamtfläche von 66,6 km², von denen 36,2 km² Land und 30,4 km² Wasser sind.

### Geografische Lage
Eastham liegt auf Cape Cod, der weit in den Atlantik hineinragenden, fast tausend Quadratkilometer großen Halbinsel im äußersten Osten des Bundesstaats Massachusetts. Im Osten liegt die Cape-Cod-Bucht und im Westen der offene Atlantische Ozean.

### Nachbargemeinden
Alle Entfernungen sind als Luftlinien zwischen den offiziellen Koordinaten der Orte aus der Volkszählung 2010 angegeben.
- Norden: Wellfleet, 9,0 km
- Süden: Orleans, 9,3

Eastham liegt ungefähr 36,5 Kilometer östlich von Barnstable und 101 Kilometer südöstlich von Boston.

### Stadtgliederung
Es gibt in Eastham ein Village: North Eastham.

### Klima
Die mittlere Durchschnittstemperatur in Eastham liegt zwischen −0,6 °C (31 °F) im Januar und 20,6 °C (69 °F) im Juli. Damit ist der Ort gegenüber dem langjährigen Mittel der USA um etwa 8 Grad kühler. Die Schneefälle zwischen Oktober und Mai liegen mit bis zu zweieinhalb Metern mehr als doppelt so hoch wie die mittlere Schneehöhe in den USA; die tägliche Sonnenscheindauer liegt am unteren Rand des Wertespektrums der USA.

## Geschichte
Das Gebiet war ursprünglich die Heimat der Nauset. Das Gelände der Town besteht heute vielfach aus Salzwiesen und Sand, nachdem der ursprüngliche Wald abgeholzt wurde.
Eastham wurde gegründet, als 1644 eine siebenköpfige Delegation durch die Direktoren der Plymouth Colony ausgesandt wurde, um einen neuen Standort anstelle von Plymouth als Regierungszentrum zu finden. Plymouth entschied sich gegen den Umzug, doch die sieben Mitglieder der Delegation ließen sich mit ihren Familien in Eastham nieder. Als eigenständige Gemeinde wurde Eastham 1651 gegründet. Zunächst ernährten sich die Siedler durch Landwirtschaft, Fischfang und Salzherstellung als ihre wirtschaftliche Basis, auch gab es mehrere Häfen in der Town, aber bereits ab 1830 entstand durch die Methodistische Gemeinde ein erstes Sommercamp.
Im Dezember 1865 eröffnete die Cape Cod Central Railroad eine Bahnstrecke von Yarmouth nach Orleans, den südlichen Nachbarort von Eastham. 1873 konnte die Old Colony Railroad, die den vorigen Betreiber 1872 erworben hatte, eine Streckenverlängerung über Eastham nach Provincetown in Betrieb nehmen. Die Bahnstrecke Yarmouth–Provincetown wurde bis 1941 im Personen- und Güterverkehr und anschließend noch bis in die 1960er-Jahre im Güterverkehr betrieben.
Nachdem die Eisenbahn Eastham erreicht hatte, konnten weiter entfernte Abnehmer für Gemüse gefunden werden. Landwirte in Eastham spezialisierten sich vor allem auf Preiselbeeren und Spargel. Einige ursprüngliche Landschaften sind in den Stadtteilen innerhalb der Nationalparkgebiete noch sichtbar.

### Einwohnerentwicklung
| Volkszählungsergebnisse – Town of Eastham, Massachusetts | Volkszählungsergebnisse – Town of Eastham, Massachusetts | Volkszählungsergebnisse – Town of Eastham, Massachusetts | Volkszählungsergebnisse – Town of Eastham, Massachusetts | Volkszählungsergebnisse – Town of Eastham, Massachusetts | Volkszählungsergebnisse – Town of Eastham, Massachusetts | Volkszählungsergebnisse – Town of Eastham, Massachusetts | Volkszählungsergebnisse – Town of Eastham, Massachusetts | Volkszählungsergebnisse – Town of Eastham, Massachusetts | Volkszählungsergebnisse – Town of Eastham, Massachusetts | Volkszählungsergebnisse – Town of Eastham, Massachusetts |
| Jahr                                                     | 1800                                                     | 1810                                                     | 1820                                                     | 1830                                                     | 1840                                                     | 1850                                                     | 1860                                                     | 1870                                                     | 1880                                                     | 1890                                                     |
| -------------------------------------------------------- | -------------------------------------------------------- | -------------------------------------------------------- | -------------------------------------------------------- | -------------------------------------------------------- | -------------------------------------------------------- | -------------------------------------------------------- | -------------------------------------------------------- | -------------------------------------------------------- | -------------------------------------------------------- | -------------------------------------------------------- |
| Einwohner                                                |                                                          |                                                          |                                                          |                                                          |                                                          | 845                                                      | 779                                                      | 668                                                      | 692                                                      | 602                                                      |
| Jahr                                                     | 1900                                                     | 1910                                                     | 1920                                                     | 1930                                                     | 1940                                                     | 1950                                                     | 1960                                                     | 1970                                                     | 1980                                                     | 1990                                                     |
| Einwohner                                                | 502                                                      | 518                                                      | 430                                                      | 543                                                      | 582                                                      | 860                                                      | 1200                                                     | 2043                                                     | 3472                                                     | 4462                                                     |
| Jahr                                                     | 2000                                                     | 2010                                                     | 2020                                                     | 2030                                                     | 2040                                                     | 2050                                                     | 2060                                                     | 2070                                                     | 2080                                                     | 2090                                                     |
| Einwohner                                                | 5453                                                     | 4956                                                     | 5752                                                     |                                                          |                                                          |                                                          |                                                          |                                                          |                                                          |                                                          |

## Kultur und Sehenswürdigkeiten

### Bauwerke
In Eastham wurden Friedhöfe, Leuchttürme, ein archäologischer Distrikt und ein Bauwerk in die Liste der Einträge im National Register of Historic Places im Barnstable County eingetragen.
- Collins Cottages Historic District, 1999 unter der Register-Nr. 99000528.[8]
- Eastham Center Historic District, 1999 unter der Register-Nr. 99000528.[9]
- Fort Hill Rural Historic District, 2001 unter der Register-Nr. 00001656.[10]
- Old Town Center Historic District, 2001 unter der Register-Nr. 01000196.[11]
- The Beacon, 1987 unter der Register-Nr. 87001527.[12]
- Nauset Beach Light, 1987 unter der Register-Nr. 87001484.[13]
- Three Sisters of Nauset (Twin Lights), 1987 unter der Register-Nr. 87001502.[14]
- Nauset Archeological District, 1993 unter der Register-Nr. 93000607.[15]
- Bridge Road Cemetery, 1999 unter der Register-Nr. 99000636.[16]
- Cove Burying Ground, 1999 unter der Register-Nr. 99000561.[17]
- Edward Penniman House and Barn, 1976 unter der Register-Nr. 76000155.[18]

### Parks
Der Cape Cod National Seashore ist einer von zwölf US-amerikanischen National Seashores und umfasst 176 km² Teiche, Wald und Strand am Cape Cod. In ihm befindet sich auf dem Gebiet von Eastham der Doane Rock, ein Findling.

## Wirtschaft und Infrastruktur

### Verkehr
Eastham wird von Nord nach Süd von dem U.S. Highway 6 durchquert.
Die Bahnstrecke Yarmouth–Provincetown über Eastham wurde in den 1960er-Jahren mit Ausnahme eines kurzen, weiterhin im Güterverkehr genutzten Stücks bei Yarmouth stillgelegt und abgebaut. Auf dem Abschnitt von Dennis bis Wellfleet dieser Bahntrasse führt seit den 1970er-Jahren der Fahrradweg Cape Cod Rail Trail entlang des Capes, der damit auch durch Eastham verläuft.
Der nächste Regionalflughafen ist der Barnstable Municipal Airport, der nächste nationale und internationale Flughafen ist der Logan International Airport in Boston.

### Öffentliche Einrichtungen
In Eastham befindet sich keine medizinische Einrichtung. Die Bewohner können die Einrichtungen in Brewster, Dennis oder Chatham nutzen.
Es gibt eine Bücherei in Eastham, die Eastham Public Library in der Samoset Road in Eastham.

### Bildung
Eastham gehört zusammen mit Brewster, Orleans und Wellfleet zum Nauset Regional School Districts.
Im Schulbezirk werden folgende Schulen angeboten:
- Eastham Elementary in Eastham, mit Schulklassen von Pre-Kindergarten bis zum 5. Schuljahr
- Stony Brook Elementary in Brewster, mit Schulklassen vom Kindergarten bis zum 6. Schuljahr
- Eddy Elementary in Brewster, mit Schulklassen vom 3. bis zum 5. Schuljahr
- Orleans Elementary in Orleans, mit Schulklassen vom Kindergarten bis zum 5. Schuljahr
- Wellfleet Elementary in Wellfleet, mit Schulklassen von Pre-Kindergarten bis zum 5. Schuljahr
- Nauset Regional Middle School in Orleans, mit Schulklassen vom 6. bis zum 8. Schuljahr
- Nauset Regional High School in Eastham, mit Schulklassen vom 9. bis zum 12. Schuljahr

Außerdem können die Highschool-Schüler des Ortes die Cape Cod Regional Technical High School in Harwich kostenlos besuchen.

## Persönlichkeiten

### Persönlichkeiten, die vor Ort gewirkt haben
- Thomas Prence (1601–1673), Kolonist in der Plymouth Colony und Mitgründer von Eastham
- Marianne L. Simmel (1923–2010), Psychologin